# Bernardon de la Salle
Bernardon de la Salle (* 1339; † Juni 1391) war ein französischer Söldnerführer in u. a. englischen und päpstlichen Diensten. Er war Seigneur de Figeac, de Mornas, de Caderousse, d'Oppède, de Malaucène, de la Tour-de-Canillac et de Mas-Blanc (in Saint-Rémy-de-Provence), sowie Soriano nel Cimino in Italien.

## Leben
Der Franzose Bernardon de la Salle, der aus dem Bistum Agen in der Gascogne stammt, ist in seinem Heimatland wenig bekannt, dafür umso mehr in Italien, wo er Bernardo della Sala und Bernardo Guascone genannt wird. Für John Hawkwood (Giovanni Acuto), seinen Schwager (beide hatten uneheliche Töchter von Bernabò Visconti geheiratet) war er der beste Condottiere neben Giovanni degli Ubaldini († 1390).

### Im Sold der Engländer, des Papstes und der Visconti
Bernardon zeichnete sich als Militär im Dienst von Karl dem Bösen, König von Navarra und Edward of Woodstock, genannt „der Schwarze Prinz“, Papst Clemens VII. in Avignon, Ludwig II. von Anjou, Graf von Provence und König von Neapel, sowie der Familie Visconti aus. Es ist bekannt, dass der Gaskogner in diesen Diensten niemals eine einzige Feigheit oder einen Treuebruch begangen hat. Es ist problematisch, das gleiche von seinen Kriegen als Abenteurer im Languedoc rhodanien (Pont-Saint-Esprit, Anduze), im Bourbonnais (Saint-Pourçain, Belleperche) oder in Italien gegen Siena, Pisa oder Lucca zu behaupten. Er war mit Riccarda, einer unehelichen Tochter Bernabò Viscontis verheiratet. und ist der außereheliche Vater von Bernardon de Serres (1359–1413) und Antoine de la Salle (um 1385-um 1462).

## Seine Feldzüge in Frankreich
Bernardon begann seine Karriere 1359 in Frankreich an der Seite von Jean III. de Grailly, Captal de Buch, Kapitän bei Karl dem Bösen von Navarra. Nach dem Frieden von Brétigny (1360) wurde er entlassen und gründete im gleichen Monat eine der Grandes Compagnies, eine Söldnertruppe, die plündernd durch Frankreich zog.

### Einer der Anführer derTard-Venus
Diese Söldner kamen im Dezember desselben Jahres in mehreren Gruppen im Rhônetal an. Neben der Truppe Bernardon de la Salles waren es die von John Hawkwood, Petit Meschin, Robert Briquet, l‘Espiote, John Creswey und Naudon. de Blageran, Lamit, Battalion und Bour de Lesparre. Diese Routiers sind als Tard-Venus bekannt und standen im Sold von André de Beaumont, dem Schwager des Herzogs von Lancaster, und Pierre Vernay, genannt „der Engländer“, die das Ziel hatten, einen gewissen Jean Gouge (Gianinno Guccio oder Baglioni) auf den französischen Thron zu setzen, der vorgab, Johann I. von Frankreich zu sein, genannt „Postumus“, den Sohn von Ludwig X. und Klementine von Ungarn, der nur vier Tage alt geworden war.
Der Gascogner machte sich in der Nacht des 28. Dezember einen Namen, als er Pont-Saint-Esprit erstürmte. Der Seneschall von Beaucaire, Jean de Souvain, der den Widerstand anführte, brach sich ein Bein, als er von einer der hölzernen Zinnen der Wälle fiel. Jean Froissart schreibt, dass bei der Erstürmung viele Männer getötet, viele Frauen und Mädchen vergewaltigt wurden, und sie so viel Beute machten, dass sie davon ein ganzes Jahr leben konnten.

### Söldner der Engländer und des Königs von Navarra
Bernardon nahm an der berühmten Schlacht bei Brignais vom 6. April 1362 teil, in der die regulären französischen Truppen vernichtet wurden und in der Jacques I. de Bourbon, comte de La Marche den Tod fand. Er schloss sich danach Robert Knolles und John Creswey an, mit denen er die Weinberge von Saint-Pourçain verwüstete.
Nach seiner Rückkehr in den Dienst Karls des Bösen nahm er im Oktober 1363 im Handstreich La Charité-sur-Loire, wo er dann im Mai 1364 nach der Schlacht von Cocherel (16. Mai 1364) von französischen Truppen belagert wurde. Seine Gegenüber waren Robert de Fiennes, genannt Moreau, der Connétable von Frankreich, die beiden Marschälle Jean I. Le Maingre, genannt Boucicaut, und Arnould d’Audrehem, sowie Mouton de Blainville, Louis de Sancerre und Bertrand du Guesclin. Da Bernardon keine Unterstützung vom König von Navarre erhielt, verständigte er sich mit Creswey und Briquet, La Charité zurückzugeben und drei Jahre lang Karl dem Bösen nicht mehr zu dienen.

### Im Dienst du Guesclins und des Schwarzen Prinzen
Im Jahr darauf befand er sich in Spanien in Begleitung Bertrand du Guesclins, um Heinrich von Trastamara beim Sturz Peters des Grausamen zu helfen. Aber im Februar 1367 wechselte Bernardon in den Dienste des Schwarzen Prinzen, um jetzt gegen Heinrich von Trastamare und Bertrand du Guesclin zu kämpfen.
Mitte August 1369, weiterhin im Auftrag des Schwarzen Prinzen, besetzte er mit Bernard de Wisk und seinem Bruder Hortingo de la Salle die Burg Belleperche im Bourbonnais, die Residenz von Isabelle de Valois (1313–1383), der Schwiegermutter des Königs Karl V. von Frankreich. Er wurde hier im September 1369 selbst von Pierre I. de Bourbon, Louis de Sancerre und Édouard II. de Beaujeu belagert, und konnte die Festung bis Mai 1370 halten. Dies erlaubte ihm, im September dieses Jahres an der Eroberung und Plünderung von Limoges an der Seite des Schwarzen Prinzen teilzunehmen.

### Der Herr von Figeac kehrt ins Languedoc zurück
Am 14. Oktober 1371 wurde er zum Ritter geschlagen, nachdem er am gleichen Tag Figeac für die Engländer erobert hatte. Er gab die Stadt, deren Herr er nun war, nur gegen 120.000 Franc frei, und verließ sie im Sommer 1373, nachdem er die Einwohner Treue gegenüber dem englischen König hatte schwören lassen.
Aber seit dem 10. März 1372 kursierten seltsame Gerüchte in Nîmes über eine Compagnie, die sich in Anduze verschanzt hatte, einem Lehen von Guillaume III. Roger de Beaufort, einem Bruder von Papst Gregor XI. Es war die Vorhut der Truppen Bernardons, die vor den Toren von Le Puy-en-Velay kampierte. Besorgt schickten die Konsuln von Nîmes ihre Diener in die Nähe der Gemeinden Viviers und Aubenas mit der Aufgabe, die Anwesenheit, die Anzahl und die Absichten dieser Soldaten vor Ort zu überprüfen.

### Die Plünderung des Anduzenque
Bis zum Ende des Sommers 1372 lagerten Bernardon de la Salle und seine Männer in der Anduzenque und lebten von den Erträgen des Landes. Am 3. September zogen mehrere gaskonische Compagnies in Richtung Bagnols-sur-Cèze, einer anderen Festung des Vicomte de Turenne, die von Jean Coq, dem Hauptmann seiner Garde, verteidigt wurde. Nachdem sie erfolglos versucht hatten, die Stadt zu erobern, zogen sich die Routiers in der Nacht vom 8. auf den 9. September zurück und überquerten die Rhône bei Pont Saint-Esprit, um sich ihrem Anführer anzuschließen, der Richtung Comtat Venaissin weitergezogen war. Dort verhandelte Bernardon mit Juan Fernández de Heredia. Der Kapitän der Truppen des Comtat integrierte ihn mit vielen seiner Leute in die Truppen von François des Baux, Herzog von Andria. Die übrigen Compagnies lösten sich von Heredia und zogen ab dem 15. September Richtung Nîmes, wo sie am 29. September desselben Monats an den Arenen vorbeizogen.

### Die Verteidigung des Comtat Venaissin
In Comtat Venaissin angekommen, trat er in den Dienst von Gregor XI. Während des ersten Halbjahrs 1375 bedrohte Raymond des Baux, Fürst von Oranien, die päpstlichen Staaten, woraufhin Juan Fernández de Heredia die Gascogner und Raimond de Turenne beauftragte, Gigondas, Jonquières und Suze-la-Rousse, Lehen seines Bruders Bertrand anzugreifen. Nachdem ein Waffenstillstand unterzeichnet worden war, nahmen die beiden päpstlichen Kapitäne den Kampf gegen die Bretonen von Olivier du Guesclin (der Bruder Bertrands) auf, die wieder die Rhône entlang zogen.

## Seine Feldzüge in Italien
Für Bernardon war dieser erste Feldzug nach Italien entscheidend. Von nun an sollte seine gesamte militärische Karriere auf der Halbinsel im Dienste der Päpste von Avignon (Gregor XI. und Clemens VII.), im Dienst des Jüngeren Hauses Anjou (Ludwig I. und Ludwig II. von Anjou) oder auf Seiten seines Vetters Gian Galeazzo Visconti verlaufen.

### Der Kapitän Gregors XI.
Auf Wunsch des Papstes wurde er von Kardinal Guillaume Noellet Ende des Jahres 1375 angeworben. Auf seinen Befehl belagerte er mit Jean de Malestroit und Sylvestre Budes im Juli des folgenden Jahres Bologna. In dieser Zeit bereitete Gregor XI. sich auf seine Rückkehr nach Rom vor. Er stach am 2. Oktober 1376 in See und landete nach einer ereignisreichen Reise am 14. Januar 1377 in Ostia und kehrte über den Tiber nach Rom zurück.
Raimond de Turenne, Neffe des Papstes, der die päpstlichen Armeen kommandierte, machte sofort aus Bernardon seine rechte Hand. Angesichts der sich verschlechternden Situation gingen sie über Land, um die gegen Gregor XI. rebellierenden Städte zu unterwerfen. Im April griff Raimond Viterbo und Bolsena an., im Mai schlug Bernardon bei Solaro Astorre Manfredi in die Flucht.
Gegen Ende Mai zog sich Gregor XI. aus Anagni zurück, um den römischen Unruhen zu entgehen. In seiner Sommerresidenz erteilte der Papst Raimond de Turenne, Sylvestre Budes und Jean de Malestroit den Befehl, nach Florenz zu marschieren, wogegen Malestroit sich sträubte: trotz der gemeinsamen Bemühungen von Turenne, Budes und dem Kardinal von Ostia konnte sein Überlaufen nicht verhindert werden. Die päpstliche Armee konnte nicht nur nicht in die Florentiner Länder eindringen, sondern wandte sich sogar gegen den Papst, und ging Mitte September bis nach Subiaco, um eine Erhöhung des Solds zu fordern.
Enttäuscht bat der Papst am 5. Dezember seinen Neffen, sich mit Akkreditierungsbriefen für die Herzöge von Anjou, Berry und Burgund nach Frankreich zu begeben. Raimond reiste ab und übergab sein Kommando an Bernardon de la Salle.

### Im Dienst des Kardinalskollegiums
Gregor XI. starb in der Nacht vom 26. auf den 27. Mai 1378. Am Abend des 7. April traten die Kardinäle unter den schlimmsten Umständen ins Konklave ein. Am nächsten Tag umzingelten Randalierer das Kardinalskollegium. Die Truppen von Bernardon und seinem Vetter Guillemet hatten alle Mühe, diese Aufstände einzudämmen. Einen Tag später wurde unter Druck der Bevölkerung Bartolommeo Prignano gewählt. Er nahm den Namen Urban VI. an.
Der neue Papst enthüllte dann seinen unnachgiebigen Charakter und wandte den Kardinälen rasch den Rücken zu. Aber schnell war ein Widerstand organisiert. In Viterbo hatten sich die Einwohner geweigert, dem neuen Papst die Treue zu schwören, weshalb Bernardon, der sich der Armee von Urban VI angeschlossen hatte, im Mai gegen sie geschickt wurde. Danach zog er sich nach Bolsena zurück.
Der Gaskogner wechselte nun die Seite und schloss sich Ende Juni dem Kardinalskollegium an. Auf dessen Befehl hin ritt er im Juli nach Rom. Zusammen mit Malestroit, dem wegen seiner Missetaten viel zu vergeben war, traf er auf die Römer auf der Salario-Brücke. Während des Kampfes wurden mehr als ein halbes Tausend von ihnen getötet. Um ihm zu danken, boten die Kardinäle ihm die Einnahmen der Lehen von Oppède, Mornas und Caderousse an, die sich alle in der Nähe von Avignon befinden.
Am 20. September wurde in Fondi ein neues Konklave eröffnet, es stand unter dem Schutz Berardons und seiner Lanzenreiter. Einstimmig wählten die Kardinäle Robert von Genf, der den Namen Clemens VII. wählte. Das Abendländische Schisma hatte begonnen.
Die Gaskogner stellte sich im April 1379 John Hawkwood entgegen. Nach fünf Stunden Kampf wurde er von der Compagnie de Saint-Georges besiegt und gefangen genommen. Er wurde nach Rom gebracht und schnell wieder freigelassen, nachdem er zugesagt hatte, den Dienst des Gegenpapstes zu verlassen. Die Königin Johanna I. von Neapel wurde am 18. Mai 1379 gezwungen, sich der Obödienz von Urban VI. anzuschließen; Clemens VII., der auf der Halbinsel keinen einzigen gewichtigen Verbündeten mehr hatte, beschloss, nach Avignon zurückzukehren, wo er am 20. Juni in einer Atmosphäre von unbeschreiblichem Wahn ankam.
Er wurde dort ab Ende Dezember von Bernardon unterstützt. Er huldigte ihm für seine Lehen Oppède, Mornas und Caderousse. Während dieses Aufenthalts verkaufte Raimond de Turenne die Burg von Tour-Canillac und Mas Blanc in der Nähe von Saint-Rémy-en-Provence an seinen gascognischen Freund.

### Mit Ludwig I. von Anjou bei der Eroberung Neapels
Nach seiner Rückkehr nach Italien im Juni 1380 zerschlug Bernardon eine Armee im Sold Urbans VI. Von diesem Datum an gibt es keine Spur seiner Taten bis zum Frühling 1381, wo er mehr als ein Routier zu wirken schien als als Unterstützer des Papstes in Avignon.
Alles änderte sich am 1. Juni, als der römische Pontifex Karl von Durazzo zum König von Neapel krönte. Es blieb nun dem Neffen von Königin Johanna nur noch, das Königreich zu erobern. Drei Tage später appellierte diese an Ludwig I. von Anjou, den Bruder Karls V. von Frankreich, ihr zu Hilfe zu kommen.
Am 8. Juni verließ Karl von Durazzo Rom. Am 24. schlug er Otto von Braunschweig in die Flucht, den Ehemann Königin Johannas, und vier Tage später drang er in das Königreich ein. Es wurde sofort nach dem Gascogner gerufen. Aber im Juli wurden die Truppen von Bernardon und Otto vor der Porta Capuana in Neapel geschlagen. Bernardon musste kapitulieren und wurde gegen das Versprechen, ein Jahr nicht gegen Karl von Durazzo zu kämpfen, frei gelassen. Er hielt sein Versprechen, da er sich erst im Herbst 1382 in Maddaloni mit Ludwig I. von Anjou traf. Nun konnte er sich wieder den Karlisten stellen. Es war vor allem das erste Trimester 1383, in dem Bernardon Spuren hinterließ. Er griff zuerst Montefiascone an. Dann begab er sich nach Orvieto und verwüstet die Ebene der Sala.
Gemeinsam mit Guillemet de la Salle verbündete er sich mit dem Präfekten von Rom, Francesco di Vico, um die Maremma zu verwüsten. Die angevinische Offensive wurde am 1. März 1383 durch den Tod von Amadeus VI. von Savoyen unterbrochen. Seine Armee löste sich auf, während Bernardon von Papst Clemens VII. dringend ins Comtat Venaissin zurückgerufen wurde.
Am 30. August fiel Tarent, das seit Anfang März belagert wurde, in die Hände des Herzogs von Anjou, der nun den größten Teil des Königreichs an kontrollierte. Der Angeviner nahm nun offiziell der Titel eines Königs von Sizilien und Jerusalem an.
Der Gascogner, der jetzt wieder in Süditalien war, plünderte im Lauf des Monats September Afragola, nachdem er zuvor Sant’Antonio Abate, Aversa und Casoria angegriffen hatte. Dann ging er nach Apulien, wo er bis zum Tod Ludwigs von Anjou am 21. September blieb.

### Der Kapitän Marie de Blois’ und Ludwig II. von Anjous
Für den Gascogner war die Eroberung des Königreichs Neapel vorläufig beendet. Im Dezember 1384 schiffte er sich, begleitet von Otto von Braunschweig, in die Provence ein und kehrte nach Avignon zurück. Dort nahm er am 21. Mai 1385 an der Krönung des jungen Ludwig II. von Anjou durch Clemens VI. teil. Da das Königreich Neapel noch zu erobern war, übergab der Papst in Avignon Marie de Blois, der Mutter Ludwigs II., 60.000 Franc. Der Gascogner wurde als Capitaine pontifical eingesetzt.
Am Ende des Herbstes kehrte Bernardon nach Italien zurück und nahm den Krieg gegen Karl und Urban wieder auf. Er eroberte zuerst Viterbo. Im Januar 1386 richtete er sich gegen Tarent. Da er nicht in der Lage war, es zu erobern, wurde im Mai das Territorium von Cetona und dann das Gebiet von Pisa geplündert. Zu Beginn des Sommers schlug der Gascogner im Bündnis mit Francesco di Vico, eine Armee Urbans VI. bei San Michele in Teverina.
Ab August machten Bernardon de la Salle, sein Sohn Bernardon de Serres und Vico aus Viterbo ihre Festung. Im Frühjahr 1387 entschieden die Karlisten, sie von dort zu vertreiben. Als die Stadt im März rebellierte, ging Bernardon Jr. nach Canino und Bernardons Sr. nach Amelia und verhaftete in Montefiascone den Rektor des Patrimonium Petri. Im Juni zog er an der Spitze von 400 Reitern in Orvieto ein und verjagte die Parteigänger Urbans VI.

### Der Begleiter des Abenteuers
im August 1387 verließ Bernardon den Dienst der Kirche, um sich wieder dem Abenteuer zuzuwenden. Innerhalb eines halben Jahres griff er Perugia, San-Michele in Teverina, Civitavecchia und Rispampani an. Auf Ersuchen der Florentiner besetzte er im Dezember den Valdarno, dann werden San Giusto alle Monache und Sant’Agostino eingenommen.
Die Pisaner zahlten ihm besorgt ein Lösegeld von 8000 Florin. Bernardon verließ Cascina, um nach Cevoli und Casciana zu gehen, die er plünderte. Siena gab ihm 9000 Florin und Lucca 4000. Am Ende des Monats griff er Fabbrica und Laiatico an und ging dann nach Volterra, wo er sich niederließ. Dort wurde er im Januar 1388 von den Florentinern kontaktiert, um in ihren Dienst zu gehen. Er lehnte ab. Die Signoria versuchte es im April erneut. Ihr Vorschlag war so verlockend, dass der Gascogner im Mai und Juni in die Toskana ging. Um ihn loszuwerden, boten die Sienesen ihm 12.000 Florin an. Er wandte sich also nach Pisa. Am 1. Juni 1388 zog es Piero Giambacorta, der die Signoria von Pisa seit 1370 leitete, vor, ihm 13.000 Florin zu geben. Der Gascogner kehrte nach dem fruchtbaren Feldzug in das Adlernest von Cannara zurück.
Das Angebot war so gut gewesen, dass sich Bernardon im Januar 1389 den Anliegen seines Schwagers John Hawkwood, der in den Dienst von Florenz getreten war, nicht widersetzen konnte. Sie machten sich zusammen auf, um die Region Siena zu plündern. Der Gascogner ahnte nicht, dass sein Freund Raimond de Turenne einen Monat später seine Festung Oppède in Comtat Venaissin angreifen wollte.

### Im Sold von Clemens VII. und der Visconti
Gab es ein Verhältnis von Ursache und Wirkung? Noch im März 1389 nahm Bernardon seinen Dienst bei Clemens VII. und dem Haus von Anjou wieder auf. Sein erster Kampf fand im Königreich Neapel statt. Sie hatten seinen Schwager John Hawkwood und seinen Freund Othon aus Braunschweig vor sich die beschlossen hatten, sich den Karlisten anzuschließen. Ihr Aufeinandertreffen ergab keinen Gewinner.
Die Gascogner wurde dann von Francesco Novello von Carrara kontaktiert, um sich der Liga gegen den Potentaten von Mailand anzuschließen. Er lehnte nicht nur ab, sondern warnte Gian Galeazzo Visconti sofort vor der Gefahr, die das für ihn bedeutete.
Im April bat Clemens VII. Bernardon, der damals an der Spitze von 1000 gascognischen Reitern stand, in die Grafschaft Avellino einzufallen. Sein Feldzug gegen die Karlisten war siegreich und der Gaskogner konnte mit seinen Truppen in Neapel einmarschieren. Von dort aus belagerte er Benano und im Mai nutzte er die Gelegenheit, die Gegend von San Michele in Teverina, Fabro, Salce und Corbara zu verwüsten.
Als der Sommer kam, wurde Bernardon von Florenz gebeten, die Gegend von Siena erneut zu plündern. Nach einem erfolglosen Versuch kehrten der Gascogner ins Patrimonium Petri zurück, um die von Soldaten Urbans VI. belagerte Stadt Canino zu entsetzen. Eine solche Aktivität konnte nur belohnt werden, und Bernardon wurde von Clemens VII. zum Rektor des Patrimoniums ernannt. Im September trat er sein Amt an und ließ sich in Todi nieder. Während dieser Zeit war Urbans Wut nicht verraucht und er bedrohte seine Umgebung mit allem Möglichen. Glücklicherweise starb der römische Papst am 15. Oktober.
Trotz zahlreicher Forderungen der christlichen Herrscher, dem Schisma ein Ende zu setzen, beschlossen die Kardinäle von Rom, in ein Konklave zu treten, und am 2. November wählten sie Pietro Tomacelli, der den Namen Bonifatius IX. wählte.
Bernardon setzte seine Überfälle fort. Er drang in die Mark Ancona und die Romagna ein, wo seine Truppen alle Straßen nach Norden blockierten. Im November wurde eine Vielzahl von Anhängern des neuen römischen Papstes gefangen genommen und getötet.

### Das Treffen in Mende
Nach all diesen Erfolgen in Italien wurde Bernardon von Clemens VII. gebeten, nach Frankreich zurückzukehren. Sein Auftrag war wichtig: im August 1390 befand er sich in Mende, wo Jean III. d’Armagnac im Namen des Königs von Frankreich versuchte, den privaten Krieg zu beenden, den Raimond de Turenne gegen den Papst in Avignon führte. Der Gascogner unterzeichnete als Zeuge eine Vereinbarung zwischen dem Legaten Clemens‘ VII., Antoine de Lovier, Bischof von Maguelonne, und einem Vertreter des Vicomte de Turenne.
Dieses Treffen in Mende erlaubte es den Florentinern, Botschafter zu schicken, um den Grafen von Armagnac um etwas zu bitten. Ihm wurde vorgeschlagen, die Alpen zu überqueren und den Grafen von Vertus in der Lombardei anzugreifen.

### Ein mysteriöses Ende
Die familiären Beziehungen zwischen Bernardon und seinem Cousin waren stark genug, um den Gaskogner handeln zu lassen. Im Oktober landete er in Porto Pisano und bat um freies Geleit nach Pisa, um zu Gian Galeazzo zu reisen.
Durch seine Verbindung mit seinem lombardischen Cousin, der in die gleiche Richtung ging wie sein Kampf gegen den Rivalen des Papstes von Avignon, gelang es Bernardon im April 1391, viele Kapitäne mit dem Geld der Florentiner zu bestechen. An ihrer Spitze belagerte er Rom. Seine Armee blockierte den Petersdom, wo sich Bonifatius IX. aufhielt, und brachte seine Gegner während der Belagerung in große Schwierigkeiten.
Die Bedrohung durch die „Armagnacois“ wurde deutlich. Nur Raimond de Turenne hatte es abgelehnt, Jean und Bernard d'Armagnac trotz ihrer freundlichen Anfragen zu folgen. Im Mai kehrte Bernardon nach Frankreich zurück und rekrutierte im Auftrag von Visconti eintausend Lanzenreiter.
Im Juni kam der Gaskogner, die die Alpen überquert hatte, in Sichtweite von Moncenisio. Dort wurde er in einem Tal von einer Abteilung des Grafen von Armagnac überrascht. Mehr als die Hälfte seiner Männer wurde während der Schlacht von Ponte getötet und 300 wurden gefangen genommen. Zunächst gelang es Bernardon zu fliehen. Aber er wurde aufgespürt, in einem Wald gefangen und von drei seiner Reiter getötet, die ihn verraten hatten.